# Liste der Naturdenkmale in Auerbach/Vogtl.
Die Liste der Naturdenkmale in Auerbach/Vogtl. nennt die Naturdenkmale in Auerbach/Vogtl. im sächsischen Vogtlandkreis.

## Definition
„Naturdenkmäler sind rechtsverbindlich festgesetzte Einzelschöpfungen der Natur oder entsprechende Flächen bis zu fünf Hektar, deren besonderer Schutz erforderlich ist
1. aus wissenschaftlichen, naturgeschichtlichen oder landeskundlichen Gründen oder
2. wegen ihrer Seltenheit, Eigenart oder Schönheit.“

„§ 18 – Naturdenkmäler – (zu § 28 BNatSchG)
(1) Die Erklärung nach § 22 Abs. 1 BNatSchG von Teilen von Natur und Landschaft als Naturdenkmal erfolgt durch Rechtsverordnung oder Einzelanordnung.
(2) Über § 28 Abs. 1 BNatSchG hinaus können Naturdenkmäler zur Sicherung von Lebensgemeinschaften oder Lebensstätten von im Bestand gefährdeten oder streng geschützten Arten festgesetzt werden.“

## Liste
Diese Auflistung unterscheidet zwischen Flächennaturdenkmalen (FND) mit einer Fläche bis zu 5 ha (bei Verordnung nach DDR-Recht auch mehr) und Einzel-Naturdenkmalen (ND).
Link zu einem Kartenansichtstool, um Koordinaten zu setzen.
| Bild                          | Bezeichnung                 | Lage                                                     | Beschreibung | Datum | Nummer |
| ----------------------------- | --------------------------- | -------------------------------------------------------- | ------------ | ----- | ------ |
| mehr Fotos \| Fotos hochladen | Bachlauf der Roten Göltzsch | Beerheide, Rempesgrün (50° 28′ 30,5″ N, 12° 24′ 40,6″ O) | FND.         | 2000  |        |
| BW                            | Bendelstein Auerbach        | Auerbach (50° 30′ 4,5″ N, 12° 23′ 5,1″ O)                |              | 1938  |        |
| BW                            | Erbwiese                    | Rempesgrün (50° 28′ 40,6″ N, 12° 24′ 38,8″ O)            | FND.         | 2003  |        |
| BW                            | Fettkrautwiese Schnarrtanne | Vogelsgrün (50° 29′ 41,2″ N, 12° 27′ 25,1″ O)            | FND.         | 2000  |        |
| BW                            | Gahlenbachwiese             | Beerheide (50° 28′ 8,9″ N, 12° 24′ 28,4″ O)              | FND.         | 2017  |        |
| BW                            | Katzenstein Auerbach        | Auerbach (50° 31′ 1,9″ N, 12° 23′ 48,3″ O)               |              | 1938  |        |
| BW                            | Quellmoor am Steckeleberg   | Rempesgrün (50° 28′ 37,3″ N, 12° 24′ 55,9″ O)            | FND.         | 2000  |        |
| BW                            | Quellwiese Reiboldsgrün     | Grünheide (50° 29′ 19,4″ N, 12° 27′ 20,7″ O)             | FND.         | 2003  |        |
| BW                            | Weihbergwiesen              | Beerheide (50° 28′ 15,1″ N, 12° 25′ 14,8″ O)             | FND.         | 2000  |        |
| BW                            | Wiese am alten Forsthaus    | Grünheide (50° 28′ 41,2″ N, 12° 27′ 21,2″ O)             | FND.         | 2017  |        |